# Jumper (prenda de vestir)

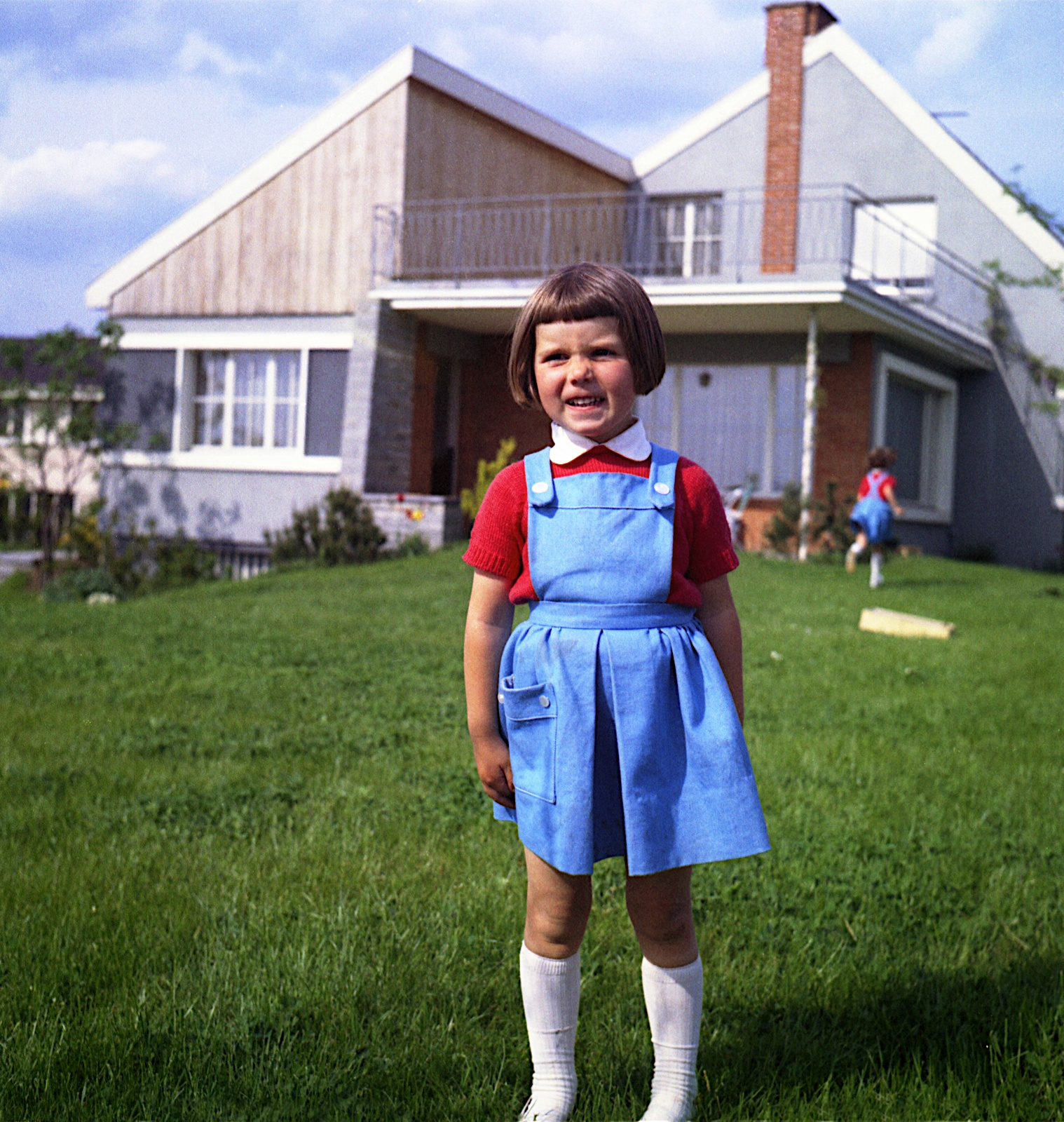
Niña con jumper, 1965.

El jumper(del inglés jumper), pichi, o enterito es una prenda de vestir femenina, que se compone de una falda o pantalón corto con pechera y tirantes. Es una evolución del mono u overol.
En Argentina, Perú, Chile, Colombia, México, Panamá, Paraguay, Venezuela y en Tarija (Bolivia), es usado habitualmente como uniforme escolar sobre una camisa o playera cuello tipo polo de manga corta con 2 o 3 botones; suele verse como la combinación de un chaleco y falda en una sola prenda, ya que es pegado y se ajusta con un botón o cierre a los costados o en la espalda. Con el mismo propósito lo fue también en Uruguay, en los institutos de enseñanza secundaria, hasta mediados de los años 1980 y lo es actualmente en México en institutos de educación particulares, sin importar el grado.[cita requerida]